# 439718 Danielcervantes
439718 Danielcervantes este o planetă minoră (asteroid), cu un diametru de 4,005 km, din Outer Main Belt⁠(d). A fost descoperită pe 12 aprilie 2010 la Wide-field Infrared Survey Explorer⁠(d) de Wide-field Infrared Survey Explorer⁠(d). 
Obiectul prezintă o orbită caracterizată de o semiaxă mare de 3,2092235101552 UAi, o excentricitate de 0,18, o înclinație de 17,2 ° în raport cu ecliptica.